# ヘルドニアの戦い (紀元前210年)
第二次ヘルドニアの戦い（ヘルドニアのたたかい）は、第二次ポエニ戦争中の紀元前210年にハンニバル率いるカルタゴ軍が、南イタリアのアプリア（現在のプッリャ州）でローマ軍を包囲殲滅した戦い。この大敗により、ローマと既に疲弊していた同盟都市の関係は悪化した。ハンニバルにとっては戦術的な勝利であったが、ローマ軍の勢いを長期間押しとどめることはできなかった。その後3年の間に、ローマはこの戦闘で失った領土・都市を回復し、ハンニバルをイタリア半島の南西に押し込んだ。この戦闘はカルタゴ軍最後の勝利であり、その後は引き分けもしくはローマ軍の勝利に終わっている。

## 歴史家間の論争
現代の歴史家の間には、紀元前212年と紀元前210年にヘルドニアで2度の戦いがあったとするティトゥス・リウィウスの記述に対して論争がある。ローマ軍指揮官の名前は紀元前212年の戦いがグナエウス・フルウィウス・フラックス、紀元前210年の戦いがグナエウス・フルウィウス・ケントゥマルス・マクシムスと類似している。このため戦いは1度のみであったとする説もあるが、定説とは見られていない。

## 紀元前210年までの南イタリアの状況
アルプスを越えたハンニバルは紀元前217年には南イタリアに侵入し、カンナエの戦い（紀元前216年）でローマ軍に大勝した。この勝利により、カンパニア、サムニウム、アプリア、ルカニア、ブルティウムおよびマグナ・グラエキアの都市国家の中にはローマとの同盟を解消してカルタゴ側に付くものが出てきた。その中の1つがアプリア北部のヘルドニアであった。すでに紀元前212年にはハンニバルはヘルドニアでローマ軍に大勝しており（第一次ヘルドニアの戦い）、他にも多くの戦いで勝利を収めていたものの、ローマとその同盟国との関係は大きく損なわれることはなく、徐々にではあるが確実に反撃を続けていた。
第一次ヘルドニアの戦いでは、法務官（プラエトル）グナエウス・フルウィウス・フラックスのローマ軍はほぼ全滅した。しかし、フラックスの軍はローマが保有する野戦軍の一部に過ぎなかった。数年に渡るカプア包囲戦は、紀元前211年にローマの勝利に終わり、ハンニバルと同盟していたイタリア半島第2の都市は陥落した。カルタゴ軍がカプアを防衛できなかったことにより、カルタゴ同盟都市の中でのハンニバルの力は弱まった。

## マルケッルスの成功とケントゥマルスの大敗
ローマの南イタリアへの進入は紀元前210年にも継続して行われた。アプリアでは執政官（コンスル）マルクス・クラウディウス・マルケッルスと前執政官（プロコンスル）グナエウス・フルウィウス・ケントゥマルス・マクシムスがそれぞれ軍を率いていた。合計兵力は4個ローマ軍団とほぼ同数の同盟国軍であった。2人の軍はさほど離れていなかったため、ハンニバルはあえて戦闘をしかけようとはしなかった。このために、マルケッルスはサラピアを落とすことができた。サラピアでは市民の一部が反乱し、カルタゴ守備兵を殺した。
この挫折の後ハンニバルは後退したが、ブルティウムに去るのではないかとの噂が流れた。これを知ってマルケッルスはサムニウムに向かい、カルタゴ側の2都市を落とした。他方、ハンニバルは北アプリアに戻り、ヘルドニアを囲んでいたケントゥマルスを攻撃した。カルタゴ軍に比較して兵力が劣っていたにもかかわらず、ケントゥマルスは退却せず、戦闘を挑んだ。軍を2列に配備し、カルタゴ歩兵に突撃をかけた。ハンニバルは全ローマ軍およびその同盟国軍兵士が戦闘に参加するのを待ち、ヌミディア騎兵に包囲させた。一部のヌミディア騎兵は十分な防御がされていないローマ軍野営地を襲った。また一部は、ローマ軍の背後に周り、これを蹴散らした。ローマ軍正面も同様であった。ケントゥマルス本人、12人中11人のトリブヌス（高級将校）および数千の兵が戦死した。残りは散逸し、いくらかはサムニウムのマルケッルスの軍に逃げ込んだ。

## ローマの反応
この勝利はしかしながら、ハンニバルに戦略的な利点はもたらさなかった。長期的に見てヘルドニアは保持できないと判断し、住民を南のメタポントゥム（Metapontum）とスリウム（Thurii）に移住させ、都市自体は破壊した。それに先立ち、ハンニバルを裏切りケントゥマルスに寝返ろうと共謀していた著名な市民を処刑した。夏の残りの間、ハンニバルはもう1つのローマ軍を撃退することを余儀なくされた。マルケッルスとの次の戦いはヌミストロで行われ、決着はつかなかった。ハンニバルはこの作戦開始時に失われたポジションを取り戻すことはできなかった。
ヘルドニアでの2度目の敗北の後も、ローマ元老院はその好戦的姿勢を変更しなかった。カンナエの戦いの敗北後と同様に、敗残軍に対して懲罰的な処置を実施した。4,000以上がシチリアに送られ、カンナエでの敗残兵と同様に戦争終了までシチリアに留めおかれた。しかしこの処置は望ましくない結果を引き起こした。兵士の多くはラテン語系同盟都市出身であったが、イタリアでの継続的な戦争に10年以上駆り出されていたこれらのラテン都市国家にかなりの不満を引き起こした。ローマは30の都市に対して追加の人材と資金の提供を求めたが、その内12都市はこれを拒否した。この危機は5年間続き、ローマの戦争遂行能力に深刻な影響を与えた。